# 심재철 (언론학자)
심재철(沈載喆, 1956년~)은 대한민국의 언론학자이다.

## 학력
- 1981년 고려대학교 신문방송학과 학사
- 1985년 워싱턴대학교 언론대학원 커뮤니케이션학 석사
- 1992년 위스콘신대학교 언론대학원 매스컴학 박사

## 경력
- 1992년~1993년 미국 노스다코타대학교 커뮤니케이션학부 교수
- 1993년~1995년 미국 미주리대학교 커뮤니케이션학과 교수
- 1995년~고려대학교 언론학부 교수 → 고려대학교 미디어학부 교수
- 2006년~2007년 고려대학교 언론연구소 소장
- 2007년~2009년 고려대학교 교육매체실 실장
- 2008년~2009년 한국언론학회 언론과 사회 연구회 회장
- 2009년~2012년 고대 신문사 주간[1]
- 2012년~2015년 고려대학교 미디어학부 학부장 겸 고려대학교 언론대학원 원장[2]
- 2014년~2015년 제41대 한국언론학회 회장[3]

## 수상
- 1997년 한국언론학회 우수논문상
- 2007년 한국갤럽 박사학위 논문지도상
- 2011년 미국 NCA 올해의 논문상

## 가족관계
- 부인: 박희영 서울특별시 용산구청장[4]